# ميل مي-6

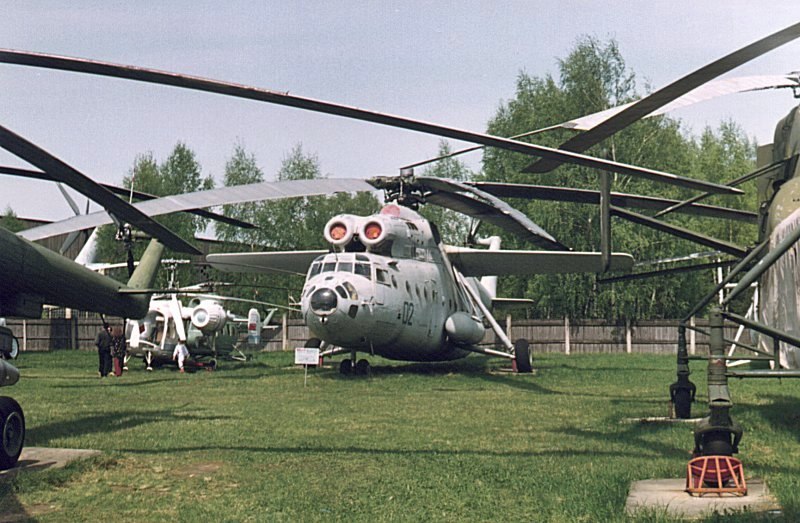

إم أي-6 هوك هي مروحية سوفيتية للنقل الثقيل متعددة المهام. حلقت أول مرة 5 سبتمبر عام 1957، ودخلت الخدمة سنة 1962.
تم بناء أكثر من 925 طائرة منها، وهي في الخدمة لدي العديد من دول العالم، سواء بالاستخدام المدني ام العسكري.
عندما أنتجت هذه الطائرة كانت تعد الأكبر حول العالم لوقت طويل، وكانت تعد الاسرع أيضا حيث تصل سرعتها الي 300كم/ساعة، وتصل اقصي حمولة لها الي 12 طن.
ميل مي-Mil Mi-6 (اسم تعريف الناتو ال هووك). بالنظر إلى رقم المقالة إزديلي 50 وتسمية الشركة V-6، هي طائرة هليكوبتر النقل الثقيل سوفيتية / روسية تم تصميمها من قبل مكتب تصميم ميل.
تم بناؤها بأعداد كبيرة لكل من الأدوار العسكرية والمدنية وكانت تستخدم لتكون أكبر طائرة هليكوبتر في الإنتاج حتى تم إنتاج ميل مي-26 في عام 1980.

## التصميم والتطوير
نتج الطراز مي-6 عن متطلبات مدنية عسكرية مشتركة لطائرة عمودية كبيرة جداً، والتي يمكن استخدامها لإضافة القدرة على الحركة في العمليات العسكرية وكذلك المساعدة في استكشاف وتطوير المناطق الوسطى والشرقية من الاتحاد السوفيتي.
تم إطلاق الطائرة مي-6 لأول مرة في 5 يونيو 1957، وكانت أول طائرة هليكوبتر إنتاج سوفيتية تعمل بعمود توربيني.
يبلغ وزن علبة التروس آر-7 ورأس الدوار المطورين للمشروع 3200 كجم، وهو أكبر من محركي عمود الدوران التوربيني.
تم تركيب جنيحات السقوط المتغيرة لأول مرة على جوانب المركبة في عام 1960 إلى 30 وحدة من ما قبل السلسلة. توفر هذه الأجنحة ما يقرب من 20٪ من قوة الرفع المطلوبة أثناء رحلة بحرية.
كانت مي-6 أكبر طائرة هليكوبتر في العالم عندما تم تصميمها في 1954-1956. بسعة حمولة قصوى تبلغ 12000 كجم. كما أنها كانت أسرع طائرة هليكوبتر في العالم. تبلغ سرعتها القصوى 300 كم / ساعة (190 ميلاً في الساعة).
في أيامها الأولى، سجلت مي-6 العديد من الأرقام القياسية العالمية، بما في ذلك واحدة لسرعة الدائرة المطلقة عند 340 كم / ساعة (211 ميل في الساعة). اعتباراً من عام 2013، لا تزال الطائرة مي-6 تحمل الرقم القياسي إف إي آي لأسرع رفع 5 أطنان فوق 1000 كم، حيث حلقت بسرعة 284 كم / ساعة في عام 1962.
من عام 1959 إلى عام 1972، تم بناء ما لا يقل عن 500 وحدة لمختلف مهام النقل العام والمرافق ومكافحة الحرائق والرافعات الطائرة، ولم يتم تجهيز النوعين الفرعيين الأخيرين بالأجنحة الثابتة الكبيرة، والتي تتحمل في الإصدارات الأخرى جزءاً من المصعد في  رحلة بحرية وبالتالي تمكين تحقيق سرعات أعلى. لا تتراجع عجلات الأنف المزدوجة والعجلات الرئيسية ذات الضغط المنخفض.
عادةً ما يتم نقلها بواسطة طاقم مكون من خمسة أفراد أو أكثر، وتتسع طائرات مي-6 لـ 65 جندياً مسلحاً ويمكنها بدلاً من ذلك حمل 41 مريضاً (نقالة) واثنين من المرافقين، أو مجموعة واسعة من الأحمال الضخمة، بما في ذلك المركبات، التي يتم تحميلها من خلال أبواب خلفية صدفي.
في التدريبات، قامت أساطيل هذه الطائرات بنقل العديد من أنواع الأسلحة جواً، بما في ذلك صواريخ فروغ-7 على هيكلها المتعقب بي تي 76، فضلاً عن الرادارات الكبيرة والمدفعية الثقيلة. يمكن حمل جميع ناقلات الجنود المدرعة والعربات المدرعة وعربات المشاة القتالية الخفيفة الميكانيكية.
ألغت لجنة الطيران بين الولايات التابعة لرابطة الدول المستقلة شهادة نوع مي-6 في أكتوبر 2002 بعد تحطم آر إي-21074 في شبه جزيرة تيمير.  
كانت هناك أيضاً تقارير تفيد بأن ريش الذيل الدوار الخشبي قد وصلت إلى نهاية عمرها التشغيلي.

## المتغيرات
| وظيفة                | مروحية نقل ثقيلة                                    |
| الصانع               | مصنع طائرات الهليكوبتر في موسكو                     |
| الرحلة الأولى        | 5 يونيو 1957                                        |
| متقاعد               | 2002 (روسيا CAA)                                    |
| الحالة               | متقاعد من الخدمة                                    |
| المستخدمون الأساسيون | القوات الجوية السوفيتية (تاريخيا)ايروفلوت (تاريخيا) |
| أنتجت                | 1959-1980                                           |
| عدد المبني           | 926                                                 |
| المتغيرات            | ميل مي 10                                           |

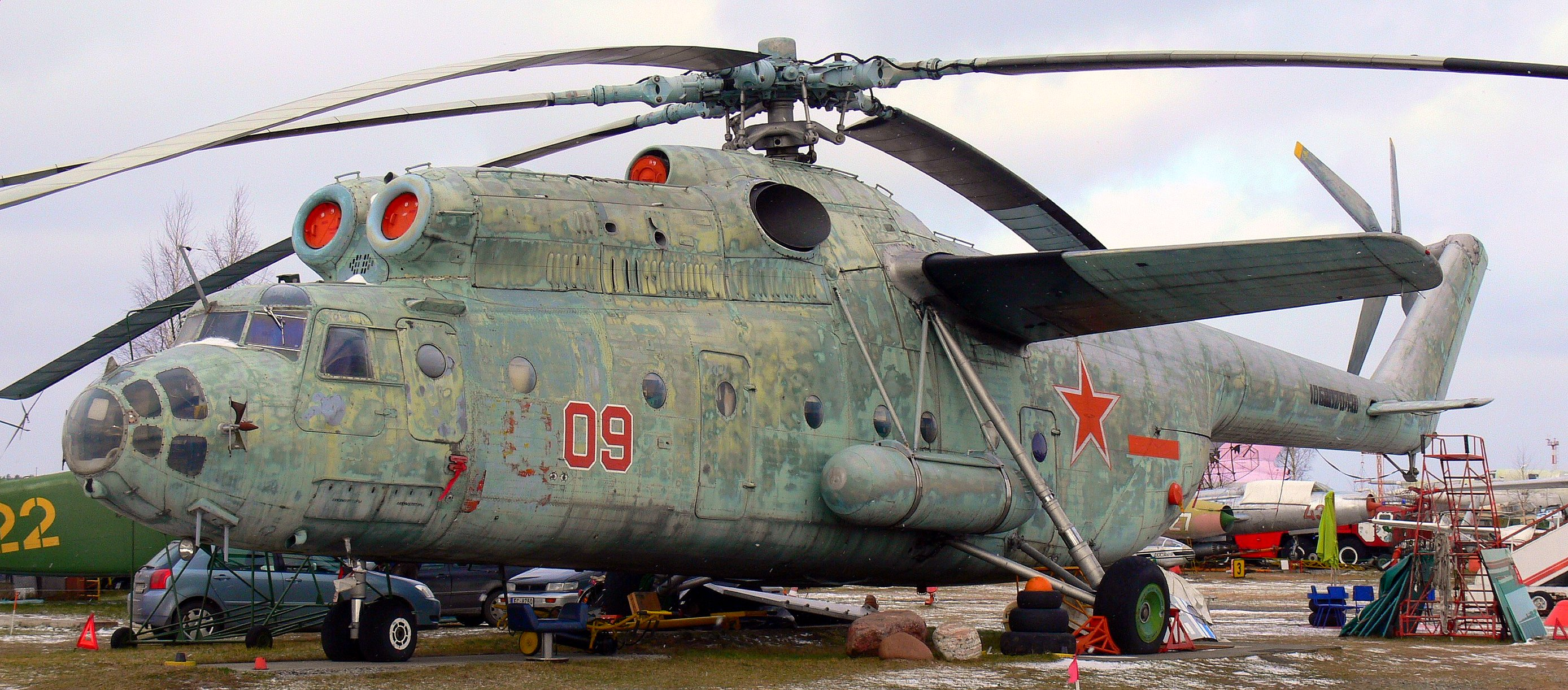
مروحية إم أى-6 هوك

البيانات من: طائرات الهليكوبتر الثقيلة ميل مي-6 ومي-10 وڤي-12 ومي-26.
إزديلي - 50
رقم المنتج أو المنتج الخاص بالنموذج الأولي لـ ڤ-6.
ڤي-6
(زافود رقم 329 موسكو) أول سلسلة نماذج أولية.
مي-6
(الناتو - هوك- أ) مروحية نقل مدنية وعسكرية ثقيلة الرفع.
مي-6 إي
تم بناء سفن الجنود وطائرات الهليكوبتر للنقل التجاري وفقاً لمعيار أساسي جديد مع تحسينات في الموثوقية وإلكترونيات الطيران الجديدة.
مي-6 أي واي إي
(الناتو - دي - هووك) تعيين أو كي بي لمراكز القيادة المحمولة جوا مي-22 ومي-ڤي 6 زد بي يو، مع سلر.
مي-6 أي بي إس
(البحث والإنقاذ) تم تحويل عدد محدود من طائرات الهليكوبتر للبحث والإنقاذ من طائرة قياسية مي-6 أي.
مي-6 أي تي زد
(ناقلة وقود) مروحية نقل الوقود من طراز مي-6 إي.
مي 6 بورلاك
(متعهد نقل البارجة) طائرات هليكوبتر من طراز أي إس دبليو إم إس إم، تُستخدم للبحث في معدات الحرب المضادة للغواصات عند التأخير في معدات البعثة عن الإلغاء.
مي-6 بي يو سي
(الناتو - هوك- سي) (أيضاً من طراز مي-22 ومي-6 أي واي أي) مروحية مركز القيادة المحمولة جواً من عام 1975.
مي-6 إل
(أيضاً مختبر حوض طائر مي-6 إل إل) متغير مختبري طائر مع محركات دي 25VF المستخدمة لتحسين رحلة مي-6 واختبار محطة توليد الطاقة من مي-12.
مي-6 إم
(إم توقيت مضاد الطائرات) نوع مضاد للغواصات مسلحة بأربعة طوربيدات جوية وصواريخ إي إس دبليو، ومجهزة بأنظمة إي إس دبليو التجريبية المختلفة. تم بناؤه لأول مرة عام 1963 وتم تعديله عام 1965 لبرنامج «بارج هاولر».
مي-6 إم
(إم تعديل سوروفاني- المعدّل) إعادة تصميم متوقعة للطائرة مي-6 لتحمل 11 إلى 22 طناً (11000 إلى 22000 كجم؛ 24000 إلى 49000 رطل) أكثر من 800 كم (500 ميل)، تم إلغاؤها بسبب قيود الخمسة-دوار محدد بشفرة.
مي-6 بي
(إف - حاملة الركاب - ركاب) طائرة عمودية لنقل الركاب تتسع لـ 80 راكباً. تم تحويل نموذج أولي واحد من مخزون مي-6.
مي-6 بي بي
(بي بي- طائرة التشويش- طائرة إي سي إم) نموذج أولي لطائرة كاونتر -عداد إلينت- لحماية رادارات الدفاع الجوي من أنشطة إلينت و / أو إي سي إم للعدو.
مي-6 بي آر
(الإجراءات المضادة للاستخبارات اللاسلكية) تم تطويره في عام 1962 لمتغير جهاز التشويش / الحرب الإلكترونية.
مي-6 برتبف
مي-6 (الإختصارPRTBV) (من نوع صاروخ متنقل وقاعدة تقنية) تم تعديل عدد قليل منها كقواعد فنية لصيانة الصواريخ المتنقلة وناقلات الصواريخ.
مي-6 بي إس
(بي إس - البحث والإنقاذ - البحث والإنقاذ) تم تطوير مروحية البحث والإنقاذ (إس إي آر) في عام 1966 لالتقاط وحدات الفضاء فوستوك وسويوز التي ستهبط.
مي-6 بي إس إي
التعيين البديل، المستخدم في بعض المصادر، للطائرة مي-6 إي بي إس.
مي-6 بي زد إتش
(طائرة الإطفاء - مكافحة الحرائق) متغير مكافحة الحرائق، مع خزان سعة 12000 لتر (2639.63 جالون؛ 3170.06 جالون) في المقصورة وستة أكياس سعة 1500 لتر (329.95 جالون؛ 396.26 جالون) معلقة من جسم الطائرة. النموذج الأولي الوحيد تحطم في فرنسا أثناء إخماد حريق، بعد وقت قصير من عرضه في معرض باريس الجوي السابع والعشرين.
مي-6 بي زد إتش 2
نموذج ثانٍ لطائرة هليكوبتر لمكافحة الحرائق والعديد من التحويلات باستخدام مدفع ماء قابل للتوجيه في الأنف (أنف الطائرة).
مي-6 آر
(آر- معيد الترجمة -) متغير متخصص في ترحيل الاتصالات اللاسلكية تم تطويره في عام 1974، تحويلات النموذج الأولي فقط.
مي-6 آر ڤي كي
(مجمع الصواريخ والمروحيات - نظام صواريخ هاليبورن) تم اختباره في عام 1965 محملة بأنظمة صواريخ متنقلة 9كي53 أو 9كي73 أو 9إم21 لونا إم ڤي أو 8كي114.
مي-6 إس
مروحية الإجلاء الطبي، والتي يمكن أن تحمل 41 لتراً.
مي-6 تي
(الناتو- هوك-) طائرة هليكوبتر نقل عسكرية، يمكنها استيعاب ما يصل إلى 70 شخصاً على مقاعد قابلة للانقلاب على طول جوانب المقصورة، مع مقعد إضافي على طول خط الوسط.
مي-6 بي تي
هليكوبتر شحن / ركاب قابلة للتحويل.
مي-6 تي زد
(ناقلة وقود صهريج وقود) مروحية لنقل الوقود لإعادة تزويد المركبات والمروحيات بالوقود على الأرض.
مي-6 تي زد - إس ڤي
(TZ-SV صهريج وقود - رايلر -القوات البرية- ناقلة وقود - القوات البرية) مروحية لنقل الوقود لتزويد المركبات بالوقود على الأرض.
مي-6 ڤي آر
(فودلي أكاريوس) طائرة هليكوبتر بحثية لرش المياه لاختبار أنظمة مكافحة الجليد في المروحية.
مي-6 ڤي كي بي
(الناتو - بي هووك) (نقطة جوية - مركز قيادة محمول جوا) مروحية نقل مركز القيادة لنشر جنود وغرفة حرب على الأرض، غير قابلة للاستخدام أثناء الطيران.
مي-6 ڤي يو سي
(الناتو - هوك- دي) مركز قيادة جوي مع سلار.
مي-6 ڤي زد بي يو
(الناتو - دي هووك) تعيين الخدمة لمركز القيادة مي-6 أي واي أي المحمول جواً مع سلار، دخلت الخدمة باسم مي-22.
مي-6؟
تم تطويره في عام 1962 بجهاز حفر قابل للطي BU-75BRM للتنقيب عن النفط في سيبيريا. التعيين الدقيق غير معروف.
مي-6؟
نقل وقود الصواريخ لتكملة مي-6 ب.ر.ت.ب.ڤ.
مي-6؟
تحويل تجريبي في عام 1976 لاختبار نظام الدوار للطائرة مي-26.
مي-6؟
اختبار محرك، مزود بمحركات سولوفييف دي 25 ڤي إف، كما تم تطويره لـ ميل ڤي 12.
مي-22
تعيين ڤي ڤي إس لطائرات الهليكوبتر مي-6 واي إي \ ڤي زد بي يو المحمولة جواً.

## المواصفات

### المواصفات (ميل مي-6)
بيانات من طائرات جينز آل وورلد إيركرفت 1992-1993، مروحيات ميل الثقيلة: مي-6 ومي-10 وڤي-12 ومي-26

### الخصائص العامة
- الطاقم: 6 (طيار، مساعد طيار، ملاح، مهندس طيران، مشغل راديو، فني)
- السعة: 90 راكبا / 70 جنديا محمولا جوا / 41 نقالة مع 2 من العاملين الطبيين
- الحمولة: 12000 كجم (26455 رطلاً) كحد أقصى للبضائع الداخلية

9016 كجم (19877 رطلاً) عند 44000 كجم (97003 رطل) سحب
7,516 كجم (16570 رطلاً) عند 42,500 كجم (93,696 رطلاً) سحب
5,516 كجم (12161 رطلاً) عند 40,500 كجم (89287 رطلاً) سحب
- أقصى حمل متدلي: 8000 كجم (17637 رطلاً)
- الارتفاع: 9.156 م (30 قدم 0 بوصة)
- مساحة الجناح: 35 م 2 (380 قدم مربع) الجناح المساعد (عند تركيبه)
- إيرفويل: الجذر: ت.س.أ.ج.آي بي -35 (15٪)؛ إشارة: ت.س.أ.ج.آي بي-35 (12٪)[8]

جناح الميناء 14 درجة 15 دقيقة؛ الجناح الأيمن 15 ° 45 درجة وقوع
- الوزن الإجمالي: 40500 كجم (89287 رطلاً)
- أقصى وزن للإقلاع: 44000 كجم (97003 رطل)
- سعة الوقود: 8250 لتراً (2180 جالوناً أمريكياً، 1810 جالوناً إمبراطورياً) (6315 كجم (13922 رطلاً)) في 11 خزاناً لجسم الطائرة + 4500 لتر (1200 جالون أمريكي، 990 جالون إمبراطوري) في خزانين خارجيين + اختياري 4500 لتر (1200 جالون أمريكي)؛ 990 غالون) في خزانات الكابينة المساعدة
- سعة الوقود القصوى: 17,250 لتراً (4560 جالوناً أمريكياً؛ 3790 جالوناً إمبراطورياً)
- المحرك: 2 × سولوفيف دي-25 ڤي محرك توربيني، 4100 كيلو واط (5500 shp) لكل منهما للإقلاع

2312 كيلوواط (3100 جاذبية) عند 3100 م (10200 قدم) و 250 كم / ساعة (160 ميل في الساعة، 130 عقدة)
- قطر الدوار الرئيسي: × 35 م (114 قدم 10 بوصات)
- منطقة الدوار الرئيسي: 962.1 متر مربع (10356 قدم مربع)
- قسم الشفرة: الجذر: ناسا 23011 مود؛ ت.س.أ.ج.آي[8]

### الأداء
- السرعة القصوى: 300 كم / ساعة (190 ميل في الساعة، 160 عقدة)
- سرعة الرحلة: 250 كم / ساعة (160 ميل في الساعة، 130 عقدة)
- المدى: 970 كم (600 ميل، 520 نمي) عند 1000 متر (3281 قدم) عند 40500 كجم (89287 رطلاً)
- نطاق العبّارة: 1450 كم (900 ميل، 780 نمي)
- القدرة على التحمل: ساعتان و51 دقيقة بسرعة 140-160 كم / ساعة (87-99 ميل في الساعة، 76-86 عقدة) عند 1000 متر (3281 قدماً) و40500 كجم (89287 رطلاً) سحب السحب
- سقف الخدمة: 4500 م (14800 قدم) حتى 42500 كجم (93696 رطلاً) سحب السحب

3,000 م (9843 قدماً) بأكثر من 42500 كجم (93,696 رطلاً) سحب السحب
- الوقت اللازم للارتفاع: عند 40500 كجم (89287 رطلاً)

3000 م (9843 قدمًا) في 9 دقائق و42 ثانية
4500 م (14764 قدمًا) في 20 دقيقة و42 ثانية
- تحميل الجناح: 32.15 كجم / م 2 (6.58 رطل / قدم مربع) عند 40500 كجم (89287 رطلاً) بسرعات الرحلات البحرية
- تحميل القرص: 44.17 كجم / م 2 (9.05 رطل / قدم مربع)
- الطاقة / الكتلة: 0.21 كيلو واط / كجم (0.13 حصان / رطل)

### التسلح
يمكن تجهيز محطة الملاح بمدفع رشاش أفاناسيف A-12.7 بحجم 12.7 مم (0.500 بوصة) مع ما يصل إلى 270 طلقة

## المستخدمون

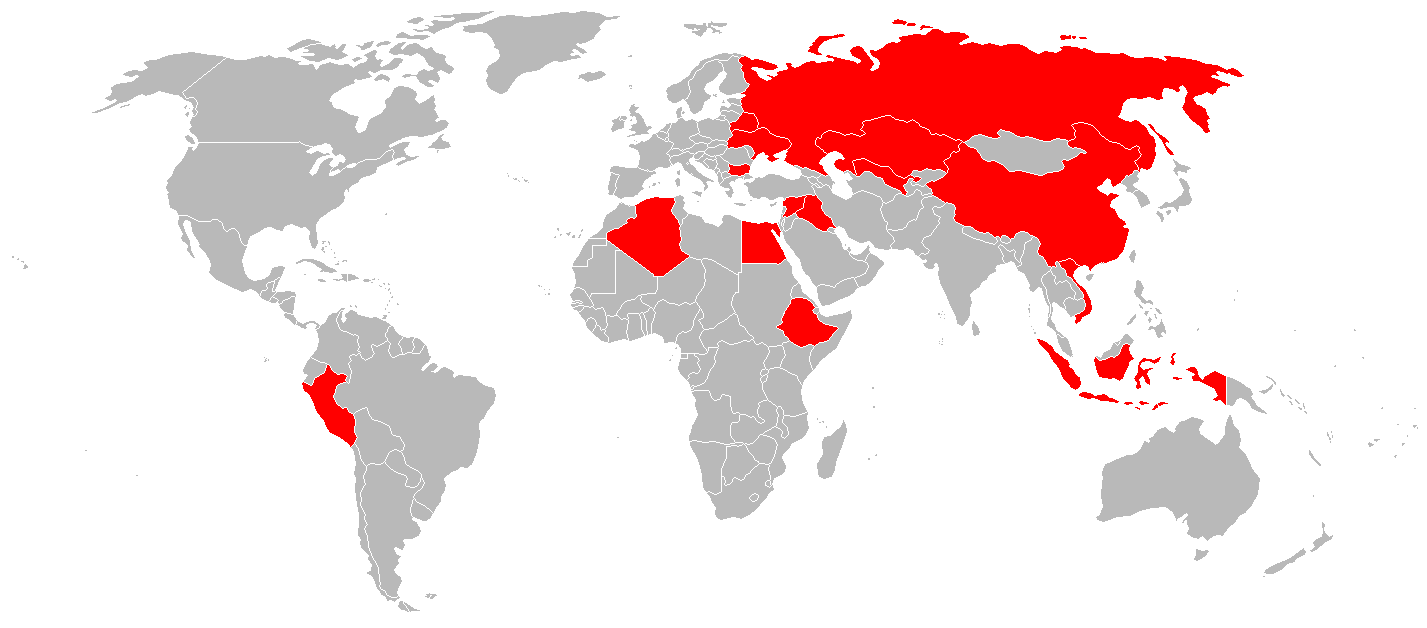
مستخدمي Mi-6 حول العالم.

### المجال العسكري

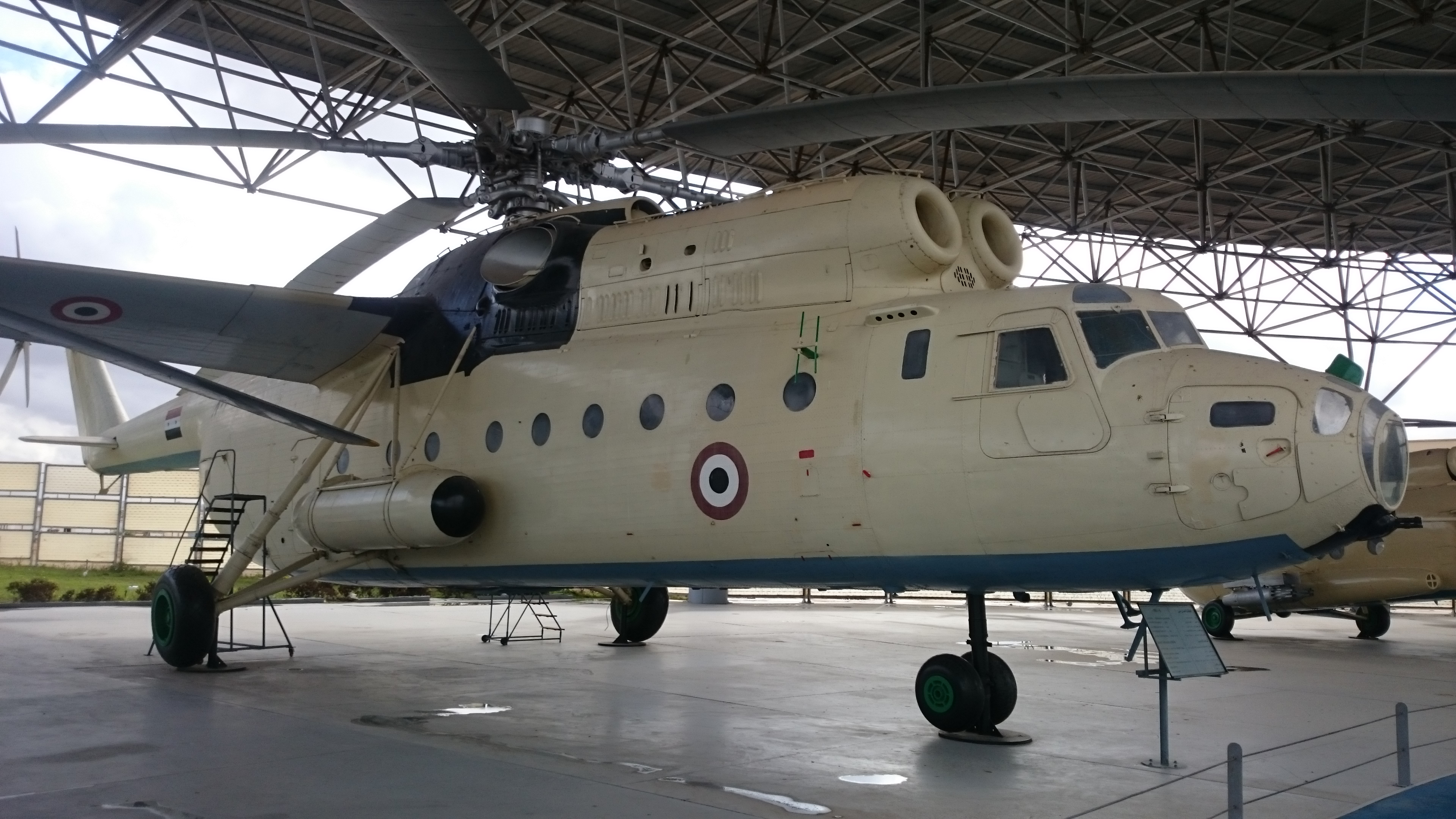
ميل مي-6 من القوات الجوية المصرية معروضة في متحف القوات الجوية في قاعدة ألماظة الجوية، القاهرة.

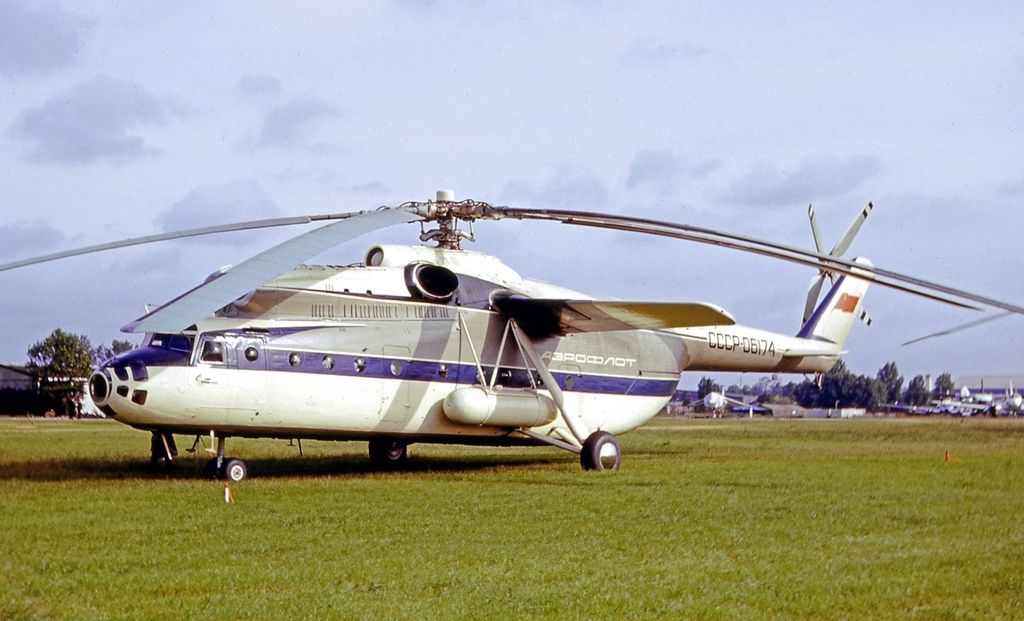
طائرة ميل مي-6 من شركة ايروفلوت في معرض باريس الجوي عام 1965

الجزائر
القوات الجوية الجزائرية
 بيلاروس
القوات الجوية البيلاروسية
 بلغاريا
القوات الجوية البلغارية
 الصين
جيش التحرير الشعبي
 مصر
القوات الجوية المصرية
 إثيوبيا
القوات الجوية الإثيوبية
 إندونيسيا
القوات الجوية الأندونيسية
 العراق
القوات الجوية العراقية
 كازاخستان
القوات الجوية الكازاخستانية
 لاوس
القوات الجوية لاوس
 بيرو
القوات الجوية البيروي
الجيش البيروي
 بولندا
القوات الجوية البولندية
 روسيا
القوات الجوية الروسية
 الاتحاد السوفيتي
ايروفلوت
القوات الجوية السوفيتية
 سوريا
 أوكرانيا
القوات الجوية الأوكرانية
 أوزبكستان
 فيتنام
القوات الجوية الفيتنامية

### المجال المدني
بولندا
 الاتحاد السوفيتي

### التطوير ذات الصلة
مي 10
مي 12
مي 26

### الطائرات ذات الدور والتكوين والعصر المماثل
سكاي كران أس 64 \ إتش 45 تارهي
إتش-53 سوبر ستاليون
إتش-47 شينوك
ايروسباسيال سوبر فريلون
كاموف كا 22

## روابط خارجية
صور قمرة القيادة